# American Football League
La American Football League (AFL) fue una antigua liga de fútbol americano profesional que existió entre 1960 y 1969. En 1970 se fusionó con la National Football League (NFL).
La AFL fue fundada por empresarios que no habían obtenido franquicias en la NFL y por socios minoritarios. En su primera temporada en 1960, la liga tenía ocho equipos: cuatro en ciudades con equipos de la NFL (Los Ángeles, Nueva York, Oakland y Dallas) y cuatro en ciudades sin presencia de la NFL (Boston, Buffalo, Denver y Houston). En 1961 los Chargers se mudaron de Los Ángeles a San Diego, y en 1963 los Dallas Texans se convirtieron en los Kansas City Chiefs, aumentando así la cantidad de ciudades alternativas a la NFL. Miami se incorporó a la liga en 1966 y Cincinnati en 1968, para totalizar diez equipos.
La AFL fue emitida por televisión por la cadena ABC desde 1960 hasta 1964, y la NBC a partir de 1965. Mediante los ingresos de los contratos de televisión, los equipos iniciaron una guerra económica con la NFL para contratar los mejores jugadores. Además se implementaron medidas para aumentar el interés del público, como colocar los apellidos de los jugadores en el dorsal de las camisetas, y adoptar la conversión de dos puntos.
En mayo de 1966, los New York Giants de la NFL firmaron un contrato con Pete Gogolak, quien tenía un contrato vigente con los  Buffalo Bills de la AFL, violando el acuerdo entre ambas ligas. En junio, ambas ligas firmaron un acuerdo para fusionarse, acordando que ningún equipo quedaría excluido ni cambiaría de ciudad. Al final de la temporada 1966/67 se disputaría un partido entre los campeones de ambas ligas, posteriormente conocido como el Super Bowl I, y en 1970 ambas ligas integrarían sus calendarios.

## Franquicias
| División | Equipo                           | Debut | Estadio | Récord  | Títulos |
| -------- | -------------------------------- | ----- | --- | ------- | ------- |
| Este     | Boston Patriots                  | 1960  | Nickerson Field (1960–62), Fenway Park (1963–68), Alumni Stadium (1969)                                                | 64-69-9 | 0       |
| Este     | Buffalo Bills                    | 1960  | War Memorial Stadium (1960–69)                                                                                         | 67-71-6 | 2       |
| Este     | Houston Oilers                   | 1960  | Jeppesen Stadium (1960–64), Rice Stadium (1965–67), Houston Astrodome (1968–69)                                        | 72-69-4 | 2       |
| Este     | Miami Dolphins                   | 1966  | Miami Orange Bowl | 15-39-2 | 0       |
| Este     | New York Titans                  | 1960  | Polo Grounds (1960–63), Shea Stadium (1964–69)                                                                         | 71-67-6 | 1       |
| Oeste    | Cincinnati Bengals               | 1968  | Nippert Stadium (1968–69)                                                                                              | 7-20-1  | 0       |
| Oeste    | Dallas Texans/Kansas City Chiefs | 1960  | Cotton Bowl (1960–62), Municipal Stadium (1963–69)                                                                     | 92-50-5 | 3       |
| Oeste    | Denver Broncos                   | 1960  | Bears Stadium/Mile High Stadium (1960–69)                                                                              | 39-97-4 | 0       |
| Oeste    | Los Angeles/San Diego Chargers   | 1960  | Los Angeles Memorial Coliseum (1960), Balboa Stadium (1961–66), San Diego Stadium (1967–69)                            | 88-51-6 | 1       |
| Oeste    | Oakland Raiders                  | 1960  | Kezar Stadium (1960), Candlestick Park (1961), Frank Youell Field (1962–65), Oakland-Alameda County Coliseum (1966–69) | 80-61-5 | 1       |

## Campeonatos
| División Este | División Oeste |

| Temporada | Fecha                   | Ganador                | Marcador    | Perdedor             | Sede                                | Asistencia |
| --------- | ----------------------- | ---------------------- | ----------- | -------------------- | ----------------------------------- | ---------- |
| 1960      | 1 de enero de 1961      | Houston Oilers         | 24–16       | Los Angeles Chargers | Jeppesen Stadium                    | 32,183     |
| 1961      | 24 de diciembre de 1961 | Houston Oilers (2)     | 10–3        | San Diego Chargers   | Balboa Stadium                      | 29,556     |
| 1962      | 23 de diciembre de 1962 | Dallas Texans          | 20–17 (2OT) | Houston Oilers       | Jeppesen Stadium (2)                | 37,981     |
| 1963      | 5 de enero de 1964      | San Diego Chargers     | 51–10       | Boston Patriots      | Balboa Stadium (2)                  | 30,127     |
| 1964      | 26 de diciembre de 1964 | Buffalo Bills          | 20–7        | San Diego Chargers   | War Memorial Stadium                | 40,242     |
| 1965      | 26 de diciembre de 1965 | Buffalo Bills (2)      | 23–0        | San Diego Chargers   | Balboa Stadium (3)                  | 30,361     |
| 1966      | 1 de enero de 1967      | Kansas City Chiefs (2) | 31–7        | Buffalo Bills        | War Memorial Stadium (2)            | 42,080     |
| 1967      | 31 de diciembre de 1967 | Oakland Raiders        | 40–7        | Houston Oilers       | Oakland-Alameda County Coliseum     | 53,330     |
| 1968      | 29 de diciembre de 1968 | New York Jets          | 27–23       | Oakland Raiders      | Shea Stadium                        | 62,627     |
| 1969      | 4 de enero de 1970      | Kansas City Chiefs (3) | 17–7        | Oakland Raiders      | Oakland-Alameda County Coliseum (2) | 53,561     |

Cursiva – Llegaron al Super Bowl.
Negrita – Ganaron el Super Bowl.

## Palmarés
| Equipo             | Títulos | Años campeón     | Subcampeón | Años subcampeón        |
| ------------------ | ------- | ---------------- | ---------- | ---------------------- |
| Kansas City Chiefs | 3       | 1962, 1966, 1969 | 0          | -                      |
| Houston Oilers     | 2       | 1960, 1961       | 2          | 1962, 1967             |
| Buffalo Bills      | 2       | 1964, 1965       | 1          | 1966                   |
| San Diego Chargers | 1       | 1963             | 4          | 1960, 1961, 1964, 1965 |
| Oakland Raiders    | 1       | 1967             | 2          | 1968, 1969             |
| New York Jets      | 1       | 1968             | 0          | -                      |
| Boston Patriots    | 0       | -                | 1          | 1963                   |